# Josu Agirre
Josu Agirre Aseginolaza (ur. 23 maja 1981 w Tolosie) – hiszpański kolarz szosowy Euskaltel-Euskadi. W zawodowym peletonie ściga się od 2006 roku.
Jak do tej pory nie odnosił większych sukcesów. Wygrał etap Vuelta a la Comunidad de Madrid w 2006 roku oraz jeszcze jako amator etap Giro delle Valli Cuneesi nelle Alpi del Mare w 2004 roku. Na początku zawodowstwa zajął niezłe 15. miejsce w Mistrzostwach Hiszpanii w jeździe indywidualnej na czas. Było to w 2006 roku. Rok później dobrze jechał w wyścigu Vuelta Ciclista a Navarra. Nie udało mu się wygrać żadnego etapu, ale dwa razy był 4., a w klasyfikacji generalnej zajął wysokie 5. miejsce. Zwycięzcą został Maurizio Biondo z Włoch.

## Najważniejsze zwycięstwa i sukcesy
- 2006 – wygrany etap Vuelta a la Comunidad de Madrid; 15 w Mistrzostwach Hiszpanii w jeździe indywidualnej na czas
- 2007 – 5 w klasyfikacji generalnej Vuelta Ciclista a Navarra